# Melusine von der Schulenburg
Ehrengard Melusine baronessa von der Schulenburg, duchessa di Kendal e duchessa di Munster (Emden, 25 dicembre 1667 – 10 maggio 1743), fu per lungo tempo l'amante di Re Giorgio I di Gran Bretagna. Il suo secondo nome fu probabilmente dato in riferimento alle leggende di Melusina.

## Infanzia
Nacque a Emden. Suo padre, della stirpe dei von der Schulenburg, era il barone Gustavus Adolphus von der Schulenberg, consigliere privato dell'elettore di Brandeburgo, mentre sua madre era Petronelle Oddie de Schwenken una delle sorelle del conte Federic Achatius von der Schulenberg e Hedlen. Suo fratello fu il Maresciallo Johann Matthias von der Schulenburg.

## Amante reale
Quando era una damigella d'onore dell'Elettrice Sofia di Hannover, diventò l'amante reale del principe elettorale, Giorgio Luigi. 
Giorgio Luigi divenne Elettore di Hannover nel 1698 e Re di Gran Bretagna (come Giorgio I) nel 1714.
Melusine si trasferì con lui in Inghilterra, e il 18 luglio 1716 fu creata a vita Duchessa di Munster, Marchesa di Dungannon, Contessa di Dungannon e Baronessa Dundalk, fra i Pari d'Irlanda. Il 19 marzo 1719 fu ulteriormente creata Duchessa di Kendal, Contessa di Feversham e Baronessa Glastonbury, fra i Pari di Gran Bretagna. Nel 1723, Carlo VI, Sacro Romano Imperatore, la creò Principessa di Eberstein. Quest'ultima creazione in particolare tende a sostenere la teoria che ella abbia sposato il Re in segreto. Robert Walpole disse di lei che era "altrettanto regina d'Inghilterra quanto qualunque altra" (la moglie di Giorgio Sofia era tenuta in prigione sin dal loro divorzio nel 1694).
La duchessa di Kendal era una donna molto esile, era nota in Germania come "la spaventapasseri" ed in Inghilterra come "la cuccagna". In Inghilterra, visse principalmente a Kendal House nell'Isleworth, Middlesex.
Partorì al Re tre figlie illegittime:
- Anna Luisa Sofia von der Schulenburg (gennaio 1692 - 1773). Nel 1707 sposò Ernesto Augusto Filippo von dem Bussche-Ippenburg, da cui divorziò prima del 1714, senza discendenza. In seguito, nel 1722, fu creata contessa di Deliz dall'imperatore Carlo VI;
- Petronilla Melusine von der Schulenburg (1693 - 1778). Creata contessa di Walsingham vita natural durante, nel 1733 sposò Philip Stanhope, IV conte di Chesterfield, senza discendenza;
- Margarethe Gertrud von Oeynhausen (1701 - 1726). Nel 1722 sposò Albrecht Wolfgang, conte di Schaumburg-Lippe, da cui ebbe due figli: Georg Wilhelm (1722–1742), ucciso in duello all'età di 20 anni; e William (1724–1777), erede paterno.

Dopo la morte di Giorgio, tenne un corvo che credeva fosse il re morto che tornava a farle visita. Sua cugina di secondo grado fu Dorothea von Velen, una sostenitrice della tolleranza religiosa nel Palatinato.
Morì, nubile (a meno che Giorgio I non l'avesse sposata), il 10 maggio 1743.